# Contea di Shawan
La contea di Shawan (沙湾县S) o contea di Savan è una contea della Cina, situata nella regione autonoma di Xinjiang e amministrata dalla prefettura di Tacheng.